# Borovsk

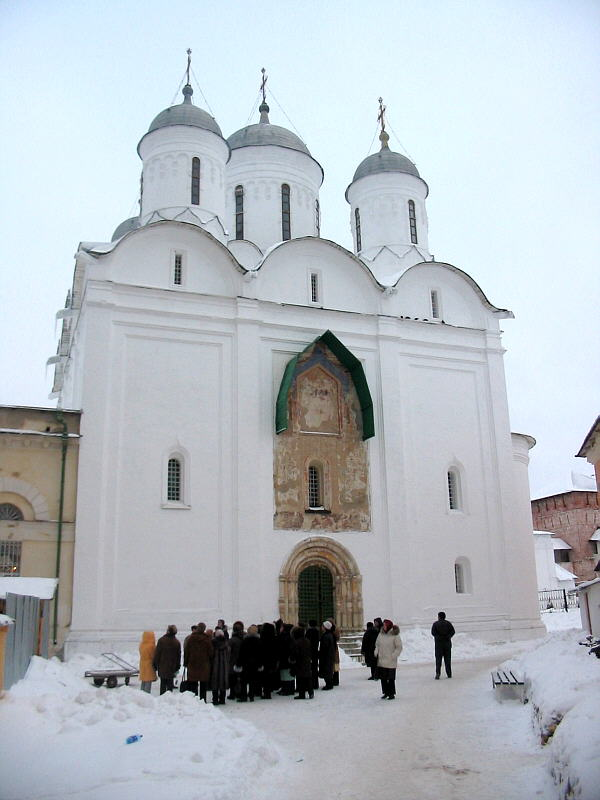
O mosteiro de Pafnutiev, em Borovsk.

Borovsk (russo: Боровск) é uma cidade no oblast de Kaluga, Rússia, localizada na fronteira entre aquele oblast e o oblast de Moscovo. Situa-se nas margens do  rio Protva, 180 km a sudoeste de Moscovo, nas coordenadas geográficas 55° 13′ N, 36° 29′ L.  Tem 11 917 habitantes (2002), quando tinha 12 000 em 1969. 
A existência de Borovsk está documentada desde o século XIII quando aparece mencionada como parte do Principado de Ryazan. No século XIV a cidade foi feudo de Vladimir de Serpukhov, mas passou para o Principado de Muscóvia quando a sua neta Maria de Borovsk casou com Basílio II de Moscou. 
Em 1444 foi fundado perto de Borovsky o conhecido mosteiro de Pafnutiev. Os seu poderosos muros, as torres e a enorme catedral sobrevivem desde o reinado de Boris Godunov. Dois famosos Velhos Crentes, o arcipreste Avvakum Petrovich e a boiarda Feodosiya Morozova, foram ali encarcerados durante a segunda metade do século XVII. 
Entre os monumentos de Borovsk está a mais antiga igreja da região construída em madeira, datada do século XVII, e o museu de Konstantin Tsiolkovsky, que trabalhou como professor em Borovsk entre 1880 e 1891. Borovsk é também conhecida pelas fachadas pintadas dos edifícios da sua zona central, resultado da actividade de um artista local.